# Medal „W upamiętnieniu 250-lecia Leningradu”
Medal „W upamiętnieniu 250-lecia Leningradu” (ros. Медаль «В память 250-летия Ленинграда») – radziecki order cywilny ustanowiony dla uczczenia 250-lecia powstania Leningradu.
Medal został ustanowiony dekretem Prezydium Rady Najwyższej ZSRR z 16 maja 1957 roku, statut medalu został ustanowiony 23 maja 1957 roku decyzją Komitetu Wykonawczego Rady Deputowanych Ludowych Leningradu. 

## Zasady nadawania
Medal przyznawany był mieszkańcom miasta, którzy wyróżnili się w czasie odbudowy, wnieśli wkład w rozwój przemysłu, transportu, infrastruktury miasta, handlu, instytucji nauki i kultury, jednocześnie mieszkali w Leningradzie lub jego okolicach co najmniej 5 lat w szczególności:
- robotnikom, personelowi technicznemu i pracownikom przedsiębiorstw przemysłowych, budowlanych, transportu i infrastruktury miejskiej,
- pracownikom nauki i techniki, sztuki, literatury, edukacji i zdrowia,
- pracownikom instytucji państwowych, partii, związków zawodowych, Komsomołu i innych organizacji społecznych,
- członkom Sił Zbrojnych ZSRR,
- emerytom i rencistom, inwalidom wojennym i pracy,
- gospodyniom domowym, które brały udział w upiększaniu miasta, uczestniczyły w pracach szkół i innych placówek opieki nad dziećmi,
- uczestnikom obrony Leningradu podczas Wielkiej Wojny Ojczyźnianej odznaczonych Medalem „Za obronę Leningradu”, niezależnie od miejsca ich zamieszkania.

Medal nadawany był w imieniu Prezydium Rady Najwyższej ZSRR przez Komitet Wykonawczy Rady Deputowanych Ludowych Leningradu.
Łącznie nadano ponad 1,4 mln medali.

## Opis odznaki
Odznakę stanowi owalny krążek o średnicy 32 mm wykonany z metalu kolorowego.
Na awersie znajduje się pomnik W. Lenina przed Dworcem Fińskim na tle rzeki Newa i gmachu Admiralicji. Za pomnikiem znajduje się rozpostarta flaga, a poniżej gałązka oliwna i snop zbóż oraz sierp i młot. W górnej części znajduje się pięcioramienna gwiazda, od której rozchodzą się promienie. Wzdłuż obwodu medalu znajduje się napis В ПАМЯТЬ 250-ЛЕТИЯ ЛЕНИНГРАДА (pol. „Dla uczczenia 250-lecia Leningradu”).
Na rewersie w górnej części na wieńcu z liści laurowych, dębowych i kłosów zbóż połączonych szarfą znajdują się wizerunki Orderu Lenina i Czerwonego Sztandaru, którymi miasto było nagrodzone. Poniżej napis: ГОРОДУ-ГЕРОЮ СЛАВА ! (pol. „Chwała Miastu-bohaterowi!”). Poniżej gmach Pałacu Smolnego i napis 250. 
Medal zawieszony był na pięciokątnej blaszce obciągniętej wstążką o szerokości 24 mm koloru niebieskiego, po jej bokach są wąskie białe paski. W środku znajduje się czerwony szeroki opasek, na którym po bokach są dwa wąskie żółte paski.